# Elise Egloff
Elise Egloff (Tägerwilen, 12 januari 1821 - Heidelberg, 21 februari 1848) was een Zwitserse vrouw. Haar leven is een inspiratiebron geweest voor verscheidene Zwitserse schrijvers.

## Biografie
Elise Egloff was een dochter van Anna Maria Ursula Egloff. Nadat ze gedurende een jaar het vak van naaister had geleerd, ging ze in Zürich aan de slag als verkoopster, naaister en kinderoppas. Daar ontmoette ze haar toekomstige echtgenoot, professor Jacob Henle, met wie ze in 1846 zou trouwen. Hij stuurde haar van 1844 tot 1846 naar een instituut in Traben-Trarbach (Rijnland-Palts) en naar zijn schoonbroer Carl Mathieu in Trier om van haar een 'vrouw van de professor' te kunnen maken. In 1848 overleed ze echter in het kraambed op 27-jarige leeftijd. Haar levensverhaal was een inspiratiebron voor verscheidene auteurs, waaronder Berthold Auerbach voor zijn boek Die Frau Professorin, Charlotte Birch-Pfeiffer voor haar werk Dorf und Stadt en Gottfried Keller voor het personage Regine in Das Sinngedicht.